# Johann Philipp von Ladenberg

Johann Philipp von Ladenberg

Johann Andreas Philipp Ladenberg, seit 1817 von Ladenberg (* 15. August 1769 in Magdeburg; † 11. Februar 1847 in Berlin) war ein preußischer Staatsbeamter. 1839 wurde er für seine Verdienste um Berlin Ehrenbürger der Stadt.

## Leben
Ladenberg kam in Magdeburg zur Welt und studierte Jura an den Universitäten zu Halle und Bonn. Er arbeitete anschließend als Referendar, Assessor und Kriegs- und Domänenrat in Berlin. Im Jahr 1810 wurde er Direktor der Steuerabteilung des Finanzministeriums. Wegen des durch ihn entwickelten neuen Steuersystems wurde Ladenberg am 3. November 1817 durch König Friedrich Wilhelm III. in den erblichen preußischen Adelsstand erhoben, nachdem er schon am 20. März des gleichen Jahres in den preußischen Staatsrat berufen wurden war.
Bald war er Vorsitzender der Kommission, welche die Aufgabe hatte, den Staatshaushalt zu überprüfen. Nach dem Tode des Fürsten Karl August von Hardenberg übernahm Ladenberg 1822 die Leitung der Staatscommission zur Verbesserung des Staatsorganismus. Zum fünfzigsten Dienstjubiläum wurde er zum Ehrenbürger Berlins ernannt. Vom König erhielt er die Brillanten zum Roten Adlerorden I. Klasse mit Eichenlaub. Etwas später verlieh Friedrich Wilhelm IV. ihm am Tage der Huldigung den Schwarzen Adlerorden.
Theodor Fontane überliefert in seinem Roman Effi Briest als tragikomische Anekdote, dass Ladenberg, „als er nach langem Warten den Roten Adlerorden empfing, ihn wütend und mit dem Ausruf beiseite warf: »Da liege, bis du schwarz wirst.« Wahrscheinlich war er hinterher auch »schwarz« geworden, aber um viele Tage zu spät und sicherlich ohne rechte Befriedigung für den Empfänger.“

## Familie
Ladenberg hatte sich am 31. März 1796 in Ansbach mit Karoline Lichotius (* 1771) verheiratet. Aus der Ehe gingen folgende Kinder hervor:
Gestorben ist von Ladenberg in Berlin, wurde aber im Familiengrab in Halle beigesetzt.
- Adalbert (1798–1855), preußischer Kultusminister ⚭ Albertine Weinbeck (1805–1884)
- Richard (1800–1862), preußischer Oberförster in Zehdenick ⚭ Julie Gutheke (* 1816)
- Mathilde (* 1804)
- Karl (1805–1854), preußischer Major
- Laurette ⚭ Adolf Perrinet von Thauvenay († 1853), preußischer Major
- Antonie (1807–1859) ⚭ Wilhelm von Studnitz, preußischer Oberst